# رابرت ده کاستلا
رابرت ده کاستلا (انگلیسی: Robert de Castella؛ زادهٔ ۲۷ فوریهٔ ۱۹۵۷) دونده ماراتن اهل استرالیا بود.